# دليل لإدراك قديسيك
دليل لإدراكا قديسيك (بالإنجليزية: A Guide to Recognizing Your Saints)‏ هو فيلم جريمة صدر في سنة 2006.

## بطولة
- روبرت داوني جونير
- شيا لابوف
- روزاريو دوسن
- إريك روبرتس
- تشانينج تيتوم

## القصة
يبدأ الفيلم بتلقي ديتو الكاتب الذي يعيش في نيويورك اتصالا من والدته تطلب منه العودة إلى مسقط رأسه في أستوريا ليقابل والده الذي يرقد على فراش الموت.
وفي مدينته التي يعود لها بعد غياب 15 عاما؛ يبدأ ديتو في استعادة ذكريات الماضي مع والديه وأصدقائه الأربعة المقربين، والأمور التي خاضوها والتي كانت تجمعهم في سن المراهقة بين مشكلات الأسرة والجنس والعنف والرغبة في الاستقلال وكسر التقاليد.
ومع وصول ذكريات ديتو إلى المصير المؤلم لأصدقائه، والذين انتهى بهم الحال إما إلى الموت أو إلى دخول السجن، يبدأ في تكوين تصوره الخاص عن الأشخاص الذين يطلق عليهم الناس لقب القديسين، والذين ساعدوه في اجتياز المرحلة.

## الميزانية والإيرادات
حقق أرباحا تقدر بـ 2,035,468 دولار.

## روابط خارجية
- دليل لإدراك قديسيك على موقع IMDb (الإنجليزية)
- دليل لإدراك قديسيك على موقع ميتاكريتيك (الإنجليزية)
- دليل لإدراك قديسيك على موقع روتن توميتوز (الإنجليزية)
- دليل لإدراك قديسيك على موقع نتفليكس (الإنجليزية)
- دليل لإدراك قديسيك على موقع ألو سيني (الفرنسية)
- دليل لإدراك قديسيك على موقع أول موفي (الإنجليزية)
- دليل لإدراك قديسيك على موقع بوكس أوفيس موجو (الإنجليزية)
- دليل لإدراك قديسيك على موقع فيلمافينيتي (الإسبانية)
- دليل لإدراك قديسيك على موقع قاعدة بيانات الأفلام السويدية (السويدية)
- دليل لإدراك قديسيك على موقع قاعدة بيانات الفيلم (الإنجليزية)